# 链 (代数拓扑)
在代数拓扑学中，一个q维链（q-chain)是一个复形K全体定向q单纯形所生成的自由阿貝爾群Cq(K)中的元素。

## 定义
对于一个单纯形K，K的q维链群Cq(K)是由一个复形K的全体定向q单纯形所生成的自由阿貝爾群，即{\displaystyle C_{q}(K)=\{\sum _{i=1}^{s}\lambda _{i}\sigma _{i}:\lambda _{i}\in \mathbb {Z} \}}，其中{\displaystyle \sigma _{i}}是K的定向q单纯形，其中，若{\displaystyle \sigma }和{\displaystyle \tau }是两个同样的单形，但如果定向相反，那么{\displaystyle \sigma +\tau =0}. 一个复形K上的q维链是{\displaystyle C_{q}(K)}中的元素。习惯上，常把链看作定向单形的线性组合，即{\displaystyle c=\sum _{i=1}^{\alpha _{q}}\lambda _{i}\sigma _{i}}，并称{\displaystyle \lambda _{i}}为c的系数。

## 链上的积分
在链上定义的积分是对链上的单纯形取积分的线性组合（带有整数系数）。包含所有k链的集合构成一个群，这些群的序列称为链复形。